# Pombos (ort)
Pombos är en ort i Brasilien.   Den ligger i kommunen Pombos och delstaten Pernambuco, i den östra delen av landet, 1 600 km nordost om huvudstaden Brasília. Pombos ligger 206 meter över havet och antalet invånare är 15 894.
Terrängen runt Pombos är kuperad åt sydost, men åt nordväst är den platt. Runt Pombos är det ganska tätbefolkat, med 230 invånare per kvadratkilometer.. Närmaste större samhälle är Vitória de Santo Antão, 11,8 km öster om Pombos.
Omgivningarna runt Pombos är en mosaik av jordbruksmark och naturlig växtlighet.